# 布盧姆菲爾德 (伊利諾伊州亞當斯縣)
布盧姆菲爾德（英語：Bloomfield）是位於美國伊利諾伊州亞當斯縣的一個非建制地區。該地的面積和人口皆未知。

## 地理
布盧姆菲爾德的座標為40°01′15″N 91°18′26″W / 40.02083°N 91.30722°W，而該地的平均海拔高度為223米（即732英尺）。